# Messico ai XIV Giochi olimpici invernali
Il Messico partecipò ai XIV Giochi olimpici invernali, svoltisi a Sarajevo, Jugoslavia, dall'8 al 19 febbraio 1984, con una delegazione di 1 atleta impegnato in una disciplina.

## Delegazione
| Sport      | Uomini | Donne | Totale |
| ---------- | ------ | ----- | ------ |
| Sci alpino | 1      | 0     | 1      |
| Totale     | 1      | 0     | 1      |

## Sci alpino

### Uomini
| Atleta                 | Gara           | 1ª manche | 1ª manche | 2ª manche | 2ª manche | Totale  | Totale    |
| Atleta                 | Gara           | Tempo     | Posizione | Tempo     | Posizione | Tempo   | Posizione |
| ---------------------- | -------------- | --------- | --------- | --------- | --------- | ------- | --------- |
| Hubertus von Hohenlohe | Discesa libera |           |           |           |           | 1:51.57 | 38        |
| Hubertus von Hohenlohe | Slalom gigante | 1:34.82   | 50        | 1:35.27   | 48        | 3:10.09 | 48        |
| Hubertus von Hohenlohe | Slalom         | 1:04.42   | 41        | 1:03.75   | 26        | 2:08.17 | 26        |